# François de Flers
Pour les autres membres de la famille, voir Famille Ango de La Motte-Ango de Flers.
François Ango de La Motte-Ango, marquis de Flers (22 mai 1902 - 21 juin 1986) est un banquier français. 

## Biographie

### Jeunesse et études
Il est le fils unique de Robert de Flers. En 1926, il sort diplômé de l'École libre des sciences politiques, où il a suivi les cours de Wilfrid Baumgartner. Il est également licencié en droit.

### Parcours professionnel
Inspecteur des finances en 1926, il entre au cabinet de Raymond Poincaré et devient chef adjoint du cabinet du ministre des Finances puis du Budget. 
Il entre à la Banque de l'Indochine comme secrétaire général en 1931. Il en devient successivement directeur (juillet 1938), directeur général-adjoint (janvier 1947), administrateur-directeur général (1952), vice-président-directeur général (1954), puis président-directeur général de 1960 à 1974. Il met en place la fusion de la Banque de l'Indochine avec la Banque de Suez, donnant naissance à la Banque Indosuez. Il en devient administrateur et président d'honneur.
Administrateur de Schneider SA, de la Banque française de l'Asie, du CFAT, de la Compagnie minière coloniale, de la Société indochinoise d'Exploitations minières et agricoles, des Ciments Portland, de la Société indochinoise des allumettes, de la Société des Étains et Wolframs du Tonkin, etc.
Il était un membre influent du CNPF.
François de Flers est conseiller général du canton du Malzieu-Ville de 1934 à 1967.
Il meurt le 21 juin 1986 et est inhumé au cimetière du Père-Lachaise (18e division).
Il était commandeur de la Légion d'honneur.
Marié à Yvonne Mahot de la Quérantonnais, nièce des épouses de René Thion de La Chaume et d'Octave Homberg, il est le père de Philippe de Flers (1927-2012), président de l'Automobile Club de France et vice-président de la Fédération internationale de l'automobile.

## Publications
- La politique fiscale des États-Unis et la grande guerre, 1923

## Sources
- Jacques Georges-Picot, Souvenirs d'une longue carrière: de la rue de Rivoli à la Compagnie de Suez, 1920-1971, 1993
- Jean Albert Sorel, Mémoires d'un temps : de Paris à Honfleur en 70 ans, 1978
- Des pionniers en Extrême-Orient, Histoire de la Banque de l'Indochine, 1875-1975, Fayard, 1990.
- Who's who in France, 1970.